# Liste des médaillés olympiques en rugby
Voici la liste des médaillés masculins et féminins des épreuves de rugby aux Jeux olympiques. De 1900 jusqu'en 1924, des compétitions de rugby à XV étaient organisés pour les hommes seulement. Le sport est de nouveau représenté depuis 2016 sous la forme du rugby à sept, à la fois pour les hommes et les femmes.

## Rugby à sept

### Compétition féminine
| Épreuve                                   | Or | Argent | Bronze |
| ----------------------------------------- | --- | --- | --- |
| Rio de Janeiro 2016 (Résultats détaillés) | Australie Nicole Beck Charlotte Caslick Emilee Cherry Chloe Dalton Gemma Etheridge Ellia Green Shannon Parry Evania Pelite Alicia Quirk Emma Tonegato Amy Turner Sharni Williams                               | Nouvelle-Zélande Shakira Baker Kelly Brazier Gayle Broughton Theresa Fitzpatrick Sarah Goss Huriana Manuel Kayla McAlister Tyla Nathan-Wong Terina Te Tamaki Ruby Tui Niall Williams Portia Woodman               | Canada Brittany Benn Hannah Darling Bianca Farella Jen Kish Ghislaine Landry Megan Lukan Kayla Moleschi Karen Paquin Kelly Russell Ashley Steacy Natasha Watcham-Roy Charity Williams                          |
| Tokyo 2020 (Résultats détaillés)          | Nouvelle-Zélande Michaela Blyde Kelly Brazier Gayle Broughton Theresa Fitzpatrick Stacey Fluhler Sarah Hirini Shiray Kaka Tyla Nathan-Wong Risi Pouri-Lane Alena Saili Ruby Tui Tenika Willison Portia Woodman | France Coralie Bertrand Anne-Cécile Ciofani Caroline Drouin Camille Grassineau Lina Guérin Fanny Horta Shannon Izar Chloé Jacquet Nassira Konde Carla Neisen Séraphine Okemba Chloé Pelle Jade Ulutule            | Fidji Lavena Cavuru Raijieli Daveua Laisana Likuceva Rusila Nagasau Ana Maria Naimasi Alowesi Nakoci Roela Radiniyavuni Viniana Riwai Ana Roqica Sesenieli Donu Vasiti Solikoviti Lavenia Tinai Reapi Ulunisau |
| Paris 2024 (Résultats détaillés)          | Nouvelle-Zélande Michaela Blyde Jazmin Felix-Hotham Sarah Hirini Tyla King Jorja Miller Manaia Nuku Mahina Paul Risaleeana Pouri-Lane Alena Saili Theresa Setefano Stacey Waaka Portia Woodman-Wickliffe       | Canada Olivia Apps Fancy Bermudez Alysha Corrigan Caroline Crossley Chloe Daniels Asia Hogan-Rochester Piper Logan Carissa Norsten Krissy Scurfield Florence Symonds Keyara Wardley Charity Williams Taylor Perry | États-Unis Ariana Ramsey Ilona Maher Kayla Canett Sammy Sullivan Alev Kelter Lauren Doyle Naya Tapper Alex Sedrick Alena Olsen Steph Rovetti Sarah Levy Kristi Kirshe                                          |

## Rugby à XV
| Épreuve      | Or | Argent | Bronze |
| ------------ | --- | --- | --- |
| 1900 Paris   | France (USFSA) - Alexandre Pharamond - Frantz Reichel - Jean Collas - Constantin Henriquez - Auguste Giroux - André Rischmann - Léon Binoche - Abel Albert - Charles Gondouin - Hubert Lefèbvre - Émile Sarrade - Vladimir Aïtoff - Joseph Olivier - Jean-Guy Gautier - Victor Lardanchet - Jean Hervé - Albert Roosevelt | Allemagne (Fußballclub Frankfurt) - Hermann Kreuzer - Arnold Landvoigt - Heinrich Reitz - Jacob Hermann - Erich Ludwig - Hugo Betting - August Schmierer - Fritz Müller - Adolf Stockhausen - Hans Latsche - Willy Hofmeister - Georg Wenderoth - Eduard Poppe - Richard Ludwig - Albert Amrhein | Royaume-Uni (Moseley Wanderers) - H. A. Loveitt - Raymond Whittindale - Herbert Nicol - Claude Whittindale - L. Hood - J. Henry Birtles - James Cantion - Clement Deykin - Arthur Darby - J. G. Wallis - V. Smith - M. L. Logan - F. C. Baylis - M. W. Talbott - Francis Wilson |
| 1908 Londres | Australasie - Phillip Carmichael - Boxer Russell - Daniel Carroll - John Hickey - Franck Bede-Smith - Chris McKivat - Arthur McCabe - Thomas Griffen - John Barnett - Patrick McCue - Sydney Middleton - Tom Richards - Emmanuel McArthur - Charles McMurtrie - Robert Craig | Royaume-Uni - Edward Jackett - J. C. Solomon - Bertram Solomon - L. F. Dean - J. T. Jose - Thomas Wedge - James Davey - Richard Jackett - E. J. Jones - Arthur Wilson - Nicholaos Tregurtha - A. Lawrey - C. R. Marshall - A. Wilcocks - J. Trevaskis | pas de médaille attribuée |
| 1920 Anvers  | États-Unis - Daniel Carroll - Charlie Doe - George Fish - Jim Fitzpatrick - Lou Hunter - Morris Kirksey - Charles Mehan - John Muldoon - John O'Neil - Jack Patrick - Cornelius Righter - Rudy Scholz - Dink Templeton - Charles Tilden (cap.) - Heaton Wrenn N'ayant pas joué le match : - George Davis - Colby Slater - Harold von Schmidt - James Winston | France - Édouard Bader - François Borde - Adolphe Bousquet - Jean Bruneval - Alphonse Castex - André Chilo - René Crabos (cap.) - Sélim Curtet - Alfred Eluère - Jacques Forestier - Armand Grenet - Maurice Labeyrie - Robert Levasseur - Pierre Petiteau - Raoul Thiercelin N'ayant pas joué le match : - Raymond Berrurier - Constant Lamaignière - Eugène Soulié - Robert Thierry | pas de médaille attribuée |
| 1924 Paris   | États-Unis - Philip Clark - Norman Cleaveland - Dudley DeGroot - Robert Devereux - George Martin Dixon - Charlie Doe - Linn Farrish - Edward Graff - Richard Hyland - Caesar Mannelli - John O'Neil - Jack Patrick - William Rogers - Rudy Scholz - Colby Slater - Norman Slater - Edward Turkington - Alan Valentine - Alan Williams N'ayant joué aucun match : - Charlie Austin - R. Brown - J. Cashel - Hugh Cunningham - C. Grondona - Lou Hunter - Charles Mehan - John Muldoon - William Muldoon - Charles Tilden | France - René Araou - Jean Bayard - Louis Béguet - André Béhotéguy - Alex Bioussa - Étienne Bonnes - Adolphe Bousquet - Aimé Cassayet - Clément Dupont - Albert Dupouy - Jean Etcheberry - Henri Galau - Gilbert Gérintès - Raoul Got - Adolphe Jauréguy - Félix Lasserre - Marcel-Frédéric Lubin-Lebrère - Étienne Piquiral - Jean Vaysse N'ayant joué aucun match : - F.Abraham - Marcel Besson - François Borde - Étienne Cayrol - François Clauzel - Ernest Frayssinet - Charles-Anthoine Gonnet - Louis Lepatey - Camille Montade - Roger Piteu - Eugène Ribère | Roumanie - Dumitru Armăşel - Gheorghe Benția - Teodor Florian - Ion Gîrleşteanu - Nicolae Mărăscu - Teodor Marian - Sorin Mihăilescu - Paul Nedelcovici - Iosif Nemeş - Eugen Sfetescu - Mircea Sfetescu - Soare Sterian - Atanasie Tănăsescu - Mihai Vardala - Paul Vidraşcu - Dumitru Volvoreanu N'ayant joué aucun match : - Nicolae Anastasiade - J. Cociociaho - Constantin Cratunescu - Petre Ghiţulescu - Octav Luchide - Jean Henry Manu - Mircea Stroescu |